# قضية شالك وكوبف ضد النمسا
قضية شالك وكوبف ضد النمسا (رقم الطلب 30141/04) هي قضية حكمت المحكمة الأوروبية لحقوق الإنسان فيها عام 2010، ظهر فيها أن الاتفاقية الأوربية لحقوق الإنسان ECHR لا تلزم الدول الأعضاء بتشريع الزواج المثلي أو الاعتراف به.

## الوقائع
مقدما الطلب هما ثنائي مثلي الجنس يعيشان في فيينا في النمسا؛ طلبا في 10 أيلول 2001 من مكتب شؤون الأحوال الشخصية معالجة الأمور الرسمية لتمكينهما من كتابة عقد زواج؛ وقد رفض المكتب البلدي في فيينا (القاضي) طلبهما بقرار في 20 كانون الأول 2002؛ فوفقا للمادة 44 من القانون المدني، لا يمكن عقد الزواج إلا بين شخصين مختلفي الجنس؛ ووفقا لأحكام القضاء الدائمة، يعتبر الزواج المعقود بين شخضين من نفس الجنس باطلا ولاغيا. وبما أن مقدمي الطلب كانا رجلين، فليس لديهما تخويل قانوني لعقد الزواج؛ فقدما استئنافا أمام محافظ فينا الإقليمي وقوبل أيضا بالرفض، وفي قرار المحافظ في 11 نيسان 2003 أكد وجهة النظر القانونية للمكتب البلدي، وأشار إلى أحكام القضاء في المحاكم الإدارية التي يمنع وفقها الزواج إذا كان الشخصين من نفس الجنس.
وكان العلاج النهائي والأخير لهما شكوى إلى المحكمة الدستورية، حيث ادعيا فيها بأن الاستحالة القانونية التي تمنعهما من الزواج تشكل خرقا لحقهما الدستوري باحترام للحياة الخاصة والعائلية ولمبدأ عدم التمييز. (تعامل النمسا الاتفاقية الأوربية لحقوق الإنسان بأنها جزء من قانونها الدستوري، وكانت البنود القانونية التي اعتمد عليها المشتكيان هي المنصوص عليها في المواد 12 و8 و14 من الاتفاقية). قالا إن فكرة الزواج تطورت منذ دخول القانون المدني لعام 1812 حيز النفاذ، وتحديدا، لم يعد يشكل الإنجاب وتعليم الأطفال جزءا أساسيا من الزواج، فوفقا لرؤية اليوم، أصبح الزواج أكثر مايكون ارتباطا دائما يشمل كل جوانب الحياة؛ ولم يكن هناك تبرير موضوعي لاستثناء الأزواج مثليي الجنس من عقد الزواج، وأكد هذا اعتراف المحكمة الأوروبية لحقوق الإنسان بأن الفروق القائمة على اختلاف التوجهات الجنسية تطلبت أسبابا وجيهة. وقد سمحت بعض الدول الأوربية بالزواج المثلي أو عدلت من تشريعاتها لكي تعطي وضعا متساويا للعلاقات المثلية.
وفي 12 كانون الأول 2003 رفضت المحكمة الدستورية شكوى الاثين، وكانت أجزاء الحكم ذات الصلة كالتالي: «لا يقضي مبدأ المساواة المدرج في الدستور الفدرالي النمساوي ولا الاتفاقية الأوربية لحقوق الإنسان (بدليل ورود «الرجال والنساء» في المادة 12) بأن من الواجب توسيع مفهوم الزواج الذي يحمل إمكانية أساسية لحدوث الأبوة، إلى علاقات ذات أشكال أخرى.... وحقيقة أن العلاقات المثلية تقع ضمن مفهوم الحياة الخاصة وبذلك تتمتع بحماية المادة 8 من الاتفاقية الأوربية لحقوق الإنسان -التي تمنع أيضا التمييز على أسس غير موضوعية (المادة 14 من الاتفاقية)- لا تؤدي إلى إلزام بتغيير قانون الزواج. «ليس من الضروري في القضية الحالية التأكد من الإمكانية والمجالات التي يميز فيها القانون دون مبرر ضد علاقات المثلية بتشريع قواعد خاصة للمتزوجين. وأنها ليست مهمة المحكمة نصح المجلس التشريعي في مسائل دستورية أو حتى مسائل تتعلق بالسياسة القانونية». بدلا من ذلك، يجب أن ترفض الشكوى لأن أساسها ضعيف».

## المحاكمة

### لا انتهاك للمادة 12 من الاتفاقية
ادعى المشتكيان أن فشل النمسا في الاعتراف القانوني بالزواج بين المثليين يشكل انتهاكا للمادة 12 من الاتفاقية الأوربية لحقوق الإنسان، التي تنص على ما يلي:
«يحق للرجال والنساء في عمر الزواج الزواج وتأسيس أسرة، وفقا للقوانين الوطنية التي تحكم ممارسة هذا الحق».
وقد رفضت المحكمة بالإجماع هذا الادعاء:
«تنوه المحكمة أن المادة 12 تمنح الحق في الزواج «للرجال والنساء»، وأنها تمنح الحق بتأسيس عائلة. وقد احتج المشتكون أن الصياغة الحرفية لا تتضمن بالضرورة بأن الرجل يجب أن يتزوج من امرأة والعكس صحيح. ترى المحكمة بأنه إذا نظر إليها معزولة، فمن الممكن تفسير الصياغة الحرفية بأنها لا تستثني الزواج بين رجلين وامرأتين. يناقض هذا أن المواد الأساسية كلها من الاتفاقية تمنح الحقوق والحريات «للجميع» أو تصرح بأن «لا أحد» يتعرض لأنواع محددة من المعاملة الممنوعة؛ وبالتالي يجب أن يعتبر خيار الصياغة الحرفية للمادة 12 هكذا مقصودا؛ ويجب الأخذ بعين الاعتبار السياق التاريخي الذي أقرت فيه الاتفاقية. فالزواج في الخمسينيات كان يفهم بوضوح في المفهوم العام بأنه ارتباط بين شريكين من جنس مختلف»

### لا انتهاك للمادة 14 بالتوازي مع المادة 8 من الاتفاقية
اشتكى مقدما الطلب أيضا بأنهما وفقا للمادة 14 بالتوازي مع المادة 8 من الاتفاقية تعرضا للتمييز بسبب توجهاتهما الجنسية، بما أنهما منعا من حق الزواج.
وفي خصوص هذا الجزء من الشكوى أشارت المحكمة الأوروبية لحقوق الإنسان إلى الآتي:
«بقدر ما يؤكد المشتكيان بأنه، إذا لم تتضمن المادة 12 حق الزواج فيمكن استنباطه من المادة 14 بالموازاة مع المادة 8، فالمحكمة لا يمكنها أن تحمل نفس الرأي. وتعيد التأكيد أن الاتفاقية تقرأ ككل متكامل وبالتالي تفسر موادها بتناغم فيما بينها. وبخصوص ما ختمنا به أعلاه، وتحديدا أن المادة 12 لا تفرض إلزاما على الدول الموقعة بمنح المثليين إمكانية الزواج. والمادة 14 مع المادة 8 وهي أحكام ذات نطاق وغاية أعم لا يمكن أن تفسر بفرض مثل هذا الإلزام أيضا»
ورأى المشتكيان أيضا أن هذه المواد انتهكت بسبب عدم الاعتراف القانوني بالأزواج من مثليي الجنس في النمسا قبل 2010؛ وردّت المحكمة:
لا يمكن للمحكمة إلا الإشارة بأن هناك إجماعا أوروبيا ناشئا باتجاه الاعتراف بالأزواج مثليي الجنس، وتطور هذا الميل بسرعة خلال العقد الماضي. ورغم ذلك فإن الدول التي تشرع الاعتراف القانوني بالأزواج مثليي الجنس ليست أغلبية حتى الآن. ولهذا يجب أن تعتبر المسألة المطروحة أنها واحدة من الحقوق التي تتطور دون حدوث إجماع، وبأن الدول يجب أن تتمتع بهامش في تقدير الوقت المناسب لإدخال التغييرات التشريعية… يعكس قانون الشراكة النمساوية المسجل والذي دخل حيز النفاذ في 1 كانون الثاني 2010 التطور الموصوف أعلاه وبالتالي فهو جزء من الإجماع الأوربي الناشئ. ورغم أنه ليس في الطليعة، فلا يمكن لوم المشرع النمساوي لعدم تقديم قانون الشراكة المسجل بوقت أسبق.